# Інтенсифікація виробництва
Інтенсифікáція виробн́ицтва (лат. intensio — напруження, посилення і лат. facio — роблю) — такий розвиток (процес) суспільного виробництва, що ґрунтується на найбільш повному та раціональному використанні технічних, матеріальних, природних, фінансових і трудових ресурсів на базі науково-технічного прогресу. Інтенсифікації виробництва досягають удосконаленням функціонування всіх основних процесів, що беруть участь у відтворенні сукупного суспільного продукту. Інтенсифікація виробництва є поєднання передових методів господарювання та досягнень науково-технічної революції; вдосконалення структури, галузевих, міжгалузевих і територіальних пропорцій виробництва. Далі піднесення зрослих масштабів виробництва відбувається в основному внаслідок використання інтенсивних факторів (зростання продуктивності суспільної праці, економія сировини й матеріалів, краще використання виробничих фондів, підвищення ефективності капітальних вкладень і нової техніки, наукової організації виробництва і праці, вдосконалення методів управління народним господарством тощо).